# Bedårande Barn
Bedårande Barn är ett svenskt musikband som fått mycket uppmärksamhet tack vare sin klaviaturspelare Jimmie Åkesson. De har flera gånger uppträtt tillsammans med vikingarockbandet Ultima Thule och även gjort covers på deras låtar. Andra artister de gjort covers på inkluderar Eva Dahlgren, Lena Philipsson, Magnus Uggla, Simon Ådahl och Noice.
Bandet har tagit sitt namn från Noice andra studioalbum Bedårande barn av sin tid.

## Medlemmar
- Jesper Landin (gitarr)
- Peder Rongvall (bas)
- Jimmie Åkesson (klaviatur)
- Marcus Öhrn (sång)

### Tidigare medlemmar
- Peter London (bas)[10]

## Diskografi

### Album
- 2017 – För framtids segrar
- 2018 – Election Day (Next Chapter)
- 2020 – För Sverige ur tiden
- 2020 – Jag tänker be för Sverige (5 Year Anniversary)
- 2021 – Landet runt bootleg 2015-2017 (live)
- 2021 – Ung och stolt (5 Year Anniversary)
- 2022 – Demos & alternativa mixar
- 2022 – Ultima Thule
- 2022 – Din tid kommer också
- 2024 – I mellanmjölkens land, vol. 1
- 2024 – Sjung för kung och fosterland
- 2024 – Ur askan i elden

### Singlar och EP
- 2015 – Fädernesland
- 2015 – Jag tänker be för Sverige
- 2016 – Nu och för alltid
- 2016 – Ung och stolt
- 2016 – Back to Life (acoustic)
- 2016 – Försvara och bevara
- 2017 – Förändringarnas frö
- 2017 – Ung rebell (live)
- 2017 – Back to Life (Rubbestad Remix)
- 2017 – När julen kommer till stan
- 2018 – Varje liten del
- 2018 – Allt vi vill ha
- 2018 – Stängda dörrar
- 2019 – Storm i natten (live i Sölvesborg)
- 2019 – Bedårande barn av sin tid (live i Sölvesborg
- 2019 – Försvara och bevara (live i Sölvesborg)
- 2019 – Election Day (live i Sölvesborg)
- 2019 – De andra (live i Sölvesborg)
- 2019 – Stängda dörrar (live i Sölvesborg)
- 2020 – Live i Eriksbergshallen (Live i Eriksbergshallen, Göteborg 2015)
- 2020 – Fädernesland (5 Year Anniversary)
- 2021 – Nu och för alltid (5 Year Anniversary)
- 2022 – Försvara och bevara (live i Sölvesborg)
- 2022 – Nätter utan slut (live i Sölvesborg)
- 2023 – Moder Svea I & II
- 2023 – Vintersjäl
- 2023 – Suntrip
- 2023 – Tig
- 2023 – Moder Svea III
- 2023 – Vem dräper draken?
- 2023 – Landet man inte kan nå
- 2023 – Fred och bröd åt alla
- 2023 – Bedrövelsens Tidevarv
- 2023 – Vårat Ideal
- 2023 – Midsommartid
- 2023 – Vårt land
- 2023 – Försvunnet land
- 2023 – Landsplågan
- 2023 – Sverigebesöket
- 2023 – Hem Till Norden
- 2023 – Moder Svea IV
- 2023 – Gammaldags Moral
- 2023 – Äntligen Jul Igen
- 2024 – Havets Vargar